# EHF Champions League 2004-05 (kvinder)
EHF Champions League 2004–05 for kvinder var den 12. EHF Champions League-turnering for kvinder. Turneringen blev arrangeret af European Handball Federation og havde deltagelse af 30 hold. Holdene spillede først to kvalifikationsrunder. De otte vindere af anden kvalifikationsrunde gik sammen med otte direkte kvalificerede hold videre til gruppespillet, der bestod af fire grupper med fire hold, hvorfra de fire vindere og fire toere gik videre til kvartfinalerne.
Turneringen blev for andet år i træk vundet af Slagelse FH fra Danmark, som over to kampe samlet vandt 54-43 over Kometal Gjorce Petrov fra Makedonien. Ud over Slagelse FH repræsenterede Viborg HK og Ikast-Bording EH Danmark i turneringen, og begge hold blev slået ud i kvartfinalerne.

## Resultater

### Første kvalifikationsrunde
| Dato    | Dato    | Hjemmehold i 1. kamp | Hjemmehold i 2. kamp    | Resultat | Resultat | Resultat |
| 1. kamp | 2. kamp | Hjemmehold i 1. kamp | Hjemmehold i 2. kamp    | 1. kamp  | 2. kamp  | Samlet   |
| ------- | ------- | -------------------- | ----------------------- | -------- | -------- | -------- |
| 11.9.   | 12.9.   | CS Silcotub Zalau    | Egle Vilnius            | 34-21    | 31-22    | 65–43    |
| 11.9.   | 18.9.   | Slovan Duslo Sala    | RK Lokomotiva Zagreb    | 23-18    | 21-25    | 44–43    |
| 11.9.   | 18.9.   | GAS Anagennisi Artas | Madeira Andebol SAD     | 32-30    | 27-29    | 59–59    |
| 11.9.   | 12.9.   | HC Motor Zaporozje   | ZMC Amicitia Zürich     | 25-19    | 27-18    | 52–37    |
| 11.9.   | 18.9.   | Zeeman Vastgoed SEW  | Frankfurter HC          | 20-40    | 22-29    | 42–69    |
| 11.9.   | 18.9.   | Pelpast Salerno      | Handball Metz Metropole | 15-32    | 11-31    | 26–63    |

### Anden kvalifikationsrunde
| Dato    | Dato    | Hjemmehold i 1. kamp    | Hjemmehold i 2. kamp  | Resultat | Resultat | Resultat |
| 1. kamp | 2. kamp | Hjemmehold i 1. kamp    | Hjemmehold i 2. kamp  | 1. kamp  | 2. kamp  | Samlet   |
| ------- | ------- | ----------------------- | --------------------- | -------- | -------- | -------- |
| 9.10.   | 16.10.  | Dinamo AQUA Volgograd   | Frankfurter HC        | 30-27    | 31-22    | 61–49    |
| 10.10.  | 16.10.  | Tertnes IL              | Slovan Duslo Sala     | 32-20    | 23-28    | 55–48    |
| 9.10.   | 17.10.  | HC Motor Zaporozje      | Győri ETO KC          | 31-28    | 27-29    | 58–57    |
| 8.10.   | 10.10.  | CS Silcotub Zalau       | CBM Astroc Sagunto    | 21-28    | 25-28    | 46–56    |
| 9.10.   | 16.10.  | Handball Metz Metropole | RK DIN Nis            | 24-20    | 20-28    | 44–48    |
| 10.10.  | 15.10.  | Nata AZS-AWFiS Gdansk   | Hypo Niederösterreich | 28-38    | 29-33    | 57–71    |
| 9.10.   | 17.10.  | Ikast-Bording EH        | Madeira Andebol SAD   | 38-18    | 29-20    | 67–37    |

### Gruppespil

#### Gruppe A
| Dato  | Kamp                                     | Res.  |
| ----- | ---------------------------------------- | ----- |
| 8.1.  | CBM Astroc Sagunto – ZRK Buducnost MONET | 33-28 |
| 9.1.  | Ikast-Bording EH – Dunaferr SE           | 28-27 |
| 15.1. | Dunaferr SE – CBM Astroc Sagunto         | 35-28 |
| 16.1. | ZRK Buducnost MONET – Ikast-Bording EH   | 22-27 |
| 23.1. | Ikast-Bording EH – CBM Astroc Sagunto    | 32-27 |
| 29.1. | CBM Astroc Sagunto – Dunaferr SE         | 26-33 |
| 30.1. | Ikast-Bording EH – ZRK Buducnost MONET   | 32-25 |
| 6.2.  | ZRK Buducnost MONET – Dunaferr SE        | 16-18 |
| 12.2. | Dunaferr SE – Ikast-Bording EH           | 25-25 |
| 13.2. | ZRK Buducnost MONET – CBM Astroc Sagunto | 32-28 |
| 19.2. | CBM Astroc Sagunto – Ikast-Bording EH    | 37-30 |
| 19.2. | Dunaferr SE – ZRK Buducnost MONET        | 27-18 |

| Hold                | Kampe | Mål     | Point |
| ------------------- | ----- | ------- | ----- |
| Ikast-Bording EH    | 6     | 174-163 | 9     |
| Dunaferr SE         | 6     | 165-141 | 9     |
| CBM Astroc Sagunto  | 6     | 179-190 | 4     |
| ZRK Buducnost MONET | 6     | 141-165 | 2     |

#### Gruppe B
| Dato  | Kamp                                          | Res.  |
| ----- | --------------------------------------------- | ----- |
| 7.1.  | Hypo Niederösterreich – Viborg HK             | 29-28 |
| 8.1.  | Dinamo AQUA Volgograd – Nordstrand 2000       | 28-22 |
| 15.1. | Viborg HK – Dinamo AQUA Volgograd             | 38-29 |
| 15.1. | Nordstrand 2000 – Hypo Niederösterreich       | 22-31 |
| 21.1. | Hypo Niederösterreich – Dinamo AQUA Volgograd | 31-25 |
| 22.1. | Nordstrand 2000 – Viborg HK                   | 14-29 |
| 28.1. | Hypo Niederösterreich – Nordstrand 2000       | 37-25 |
| 30.1. | Dinamo AQUA Volgograd – Viborg HK             | 29-27 |
| 12.2. | Viborg HK – Hypo Niederösterreich             | 27-23 |
| 12.2. | Nordstrand 2000 – Dinamo AQUA Volgograd       | 19-23 |
| 19.2. | Viborg HK – Nordstrand 2000                   | 24-17 |
| 20.2. | Dinamo AQUA Volgograd – Hypo Niederösterreich | 30-23 |

| Hold                  | Kampe | Mål     | Point |
| --------------------- | ----- | ------- | ----- |
| Viborg HK             | 6     | 173-141 | 8     |
| Hypo Niederösterreich | 6     | 174-157 | 8     |
| Dinamo AQUA Volgograd | 6     | 164-160 | 8     |
| Nordstrand 2000       | 6     | 119-172 | 0     |

#### Gruppe C
| Dato  | Kamp                                       | Res.  |
| ----- | ------------------------------------------ | ----- |
| 9.1.  | HC Motor Zaporozje – Kometal Gjorce Petrov | 20-22 |
| 9.1.  | HC Lada Toljatti – Slagelse FH             | 24-25 |
| 15.1. | Kometal Gjorce Petrov – HC Lada Toljatti   | 27-25 |
| 16.1. | Slagelse FH – HC Motor Zaporozje           | 27-22 |
| 22.1. | HC Lada Toljatti – HC Motor Zaporozje      | 26-21 |
| 22.1. | Kometal Gjorce Petrov – Slagelse FH        | 20-12 |
| 29.1. | HC Lada Toljatti – Kometal Gjorce Petrov   | 24-23 |
| 30.1. | HC Motor Zaporozje – Slagelse FH           | 19-30 |
| 12.2. | Kometal Gjorce Petrov – HC Motor Zaporozje | 32-20 |
| 13.2. | Slagelse FH – HC Lada Toljatti             | 33-27 |
| 20.2. | HC Motor Zaporozje – HC Lada Toljatti      | 30-22 |
| 20.2. | Slagelse FH – Kometal Gjorce Petrov        | 26-22 |

| Hold                  | Kampe | Mål     | Point |
| --------------------- | ----- | ------- | ----- |
| Slagelse FH           | 6     | 153-134 | 10    |
| Kometal Gjorce Petrov | 6     | 146-127 | 8     |
| HC Lada Toljatti      | 6     | 148-159 | 4     |
| HC Motor Zaporozje    | 6     | 132-159 | 2     |

#### Gruppe D
| Dato  | Kamp                                  | Res.  |
| ----- | ------------------------------------- | ----- |
| 8.1.  | Tertnes IL – Orsan Elda Prestigio     | 25-33 |
| 8.1.  | RK DIN Nis – Krim Ljubljana           | 23-24 |
| 15.1. | Orsan Elda Prestigio – RK DIN Nis     | 26-18 |
| 15.1. | Krim Ljubljana – Tertnes IL           | 32-18 |
| 22.1. | Orsan Elda Prestigio – Krim Ljubljana | 25-30 |
| 22.1. | RK DIN Nis – Tertnes IL               | 24-25 |
| 29.1. | Tertnes IL – Krim Ljubljana           | 22-24 |
| 29.1. | RK DIN Nis – Orsan Elda Prestigio     | 27-27 |
| 12.2. | Orsan Elda Prestigio – Tertnes IL     | 28-28 |
| 12.2. | Krim Ljubljana – RK DIN Nis           | 40-30 |
| 19.2. | Tertnes IL – RK DIN Nis               | 31-25 |
| 19.2. | Krim Ljubljana – Orsan Elda Prestigio | 28-22 |

| Hold                 | Kampe | Mål     | Point |
| -------------------- | ----- | ------- | ----- |
| Krim Ljubljana       | 6     | 178-140 | 12    |
| Orsan Elda Prestigio | 6     | 161-156 | 6     |
| Tertnes IL           | 6     | 149-166 | 5     |
| RK DIN Nis           | 6     | 147-173 | 1     |

### Kvartfinaler
| Dato    | Dato    | Hjemmehold i 1. kamp  | Hjemmehold i 2. kamp | Resultat | Resultat | Resultat |
| 1. kamp | 2. kamp | Hjemmehold i 1. kamp  | Hjemmehold i 2. kamp | 1. kamp  | 2. kamp  | Samlet   |
| ------- | ------- | --------------------- | -------------------- | -------- | -------- | -------- |
| 11.3.   | 19.3.   | Hypo Niederösterreich | Ikast-Bording EH     | 32-27    | 31-32    | 63–59    |
| 13.3.   | 19.3.   | Dunaferr SE           | Viborg HK            | 27-26    | 31-30    | 58–56    |
| 12.3.   | 20.3.   | Orsan Elda Prestigio  | Slagelse FH          | 31-34    | 21-28    | 52–62    |
| 12.3.   | 19.3.   | Kometal Gjorce Petrov | Krim Ljubljana       | 24-21    | 21-23    | 45–44    |

### Semifinaler
| Dato    | Dato    | Hjemmehold i 1. kamp  | Hjemmehold i 2. kamp  | Resultat | Resultat | Resultat |
| 1. kamp | 2. kamp | Hjemmehold i 1. kamp  | Hjemmehold i 2. kamp  | 1. kamp  | 2. kamp  | Samlet   |
| ------- | ------- | --------------------- | --------------------- | -------- | -------- | -------- |
| 10.4.   | 17.4.   | Dunaferr SE           | Slagelse FH           | 25-28    | 17-21    | 42–49    |
| 8.4.    | 16.4.   | Hypo Niederösterreich | Kometal Gjorce Petrov | 32-30    | 18-22    | 50–52    |

### Finale
| Dato    | Dato    | Hjemmehold i 1. kamp | Hjemmehold i 2. kamp  | Resultat | Resultat | Resultat |
| 1. kamp | 2. kamp | Hjemmehold i 1. kamp | Hjemmehold i 2. kamp  | 1. kamp  | 2. kamp  | Samlet   |
| ------- | ------- | -------------------- | --------------------- | -------- | -------- | -------- |
| 14.5.   | 20.5.   | Slagelse FH          | Kometal Gjorce Petrov | 27-23    | 27-20    | 54–43    |